# Софићи
Софићи је насељено мјесто у граду Горажду, Босна и Херцеговина.

## Становништво
|         | 2013.      | 1991.        | 1981.         | 1971.         |
| Укупно  | 5 (100,0%) | 45 (100,0%)  | 102 (100,0%)  | 104 (100,0%)  |
| Бошњаци | 5 (100,0%) | 45 (100,0%)1 | 102 (100,0%)1 | 104 (100,0%)1 |

1. 1 На пописима од 1971. до 1991. Бошњаци су пописивани углавном као Муслимани.